# Effluxpump
Effluxpump är proteinkomplex i cellmembran som aktivt kan pumpa ut substanser ur celler och bakterier. Dessa pumpar är en del av bakteriernas skydd mot skadliga ämnen som till exempel antibiotika. Effluxpumpar utgör ofta första försvarslinjen för bakterier att överleva antimikrobiell stimulans.